# Тримай біля серця
«Тримай біля серця» — український військовий фільм режисера Валерія Шалиги, фільм заснований на реальних подіях. 

## Сюжет
2014 рік.  Колишній військовий Сергій Вітрук не може знайти душевного спокою. А тут ще події на сході – АТО. Загибель  колеги стає останньою крапкою. Сергій вирішує  добровільно повернутися в армію. Його підрозділ  попадає в оточення.  І саме там відбувається  несподівана зустріч… Що зараз війна чи мир?  Як жити коли десь поруч гинуть люди захищаючи твій спокій?!

## Актори
- Волков Ігор Віталійович  — Сергій
- Нагорна Лілія Петрівна — Надя
- Прусс Валерій Валентинович  — Полковник
- Вольський Анатолій Миронович  — Вадим
- Примогенов Олег Борисович  — Майор Дикий
- Валерій Шалига  — Бойовик Льоха
- Сергій Романюк  — Дядько Сергія
- Вадим Лялько  — Терорист Забаєв